# Ratchanok Intanon
Ratchanok Intanon (tai: รัชนก อินทนนท์)  (Yasothon, 5 de febrer de 1995) és una jugadora de bàdminton tailandesa que va arribar a ser la primera jugadora tailandesa número 1 del rànquing mundial. El 2013 es va proclamar campiona mundial.

## Trajectòria

### 2009-2012
Ratchanok va guanyar el seu primer títol internacional individual el 2009, amb només 14 anys, guanyant el Vietnam International Challenge. Va fer història per ser la campiona més jove de la història als Campionats Junior del Món de la BWF de Malàisia amb 14 anys.
El 2010, amb 15 anys, va defensar amb èxit el seu títol als Campionats Junior del Món a Mèxic. També va guanyar dos tornejos Gran Prix, el YONEX-SUNRISE Vietnam Open Gran Prix i l'Indonesia Open Grand Prix Golden. Als jocs asiàtics de Guangzhou 2010, va guanyar una medalla de plata com a membre de la selecció femenina. En la final, va perdre contra Wang Xin, en aquell temps número mundial 1, 22-20 17-21 14-21.
El 2011, va esdevindre la jugadora amb més èxit de la història individualment als Campionats Junior del Món de la BWF, guanyant el títol femení individual per tercer any consecutiu a Taiwan. També va guanyar el YONEX-SUNRISE Syed Modi Memorial India Open.
El 2012 Ratchanok, amb 16 anys, va ser guardonada amb el Premi a la millor Atleta Femenina de Tailàndia després de guanyar el títol de jove mundial tres anys consecutius. Ratchanok es va marcar un objectiu molt ambiciós, guanyar la medalla d'or Olímpica. Tanmateix, als Jocs Olímpics de Londres 2012, en el partit de quarts de final contra Wang Xin, malgrat guanyar per 21–17 i 16-9 en el segon joc, va fallar a l'hora de tancar el partit i finalment va perdre 21–17, 18–21, 14–21. Va assolir les finals de l'SCG Thailand Open 2012 però va perdre contra Saina Nehwal 19–21 21–15 21–10 a la final. Va arribar a les finals d'un torneig Super Serie, per primer cop, al 2012 China Open Super Series Premier però va perdre contra Li Xuerui per 12-21 i 9-21.

### 2013
El 2013 és un dels anys daurats per Ratchanok, ja que va assolir les finals del 2013 All England Open, perdent contra Tine Rasmussen 14–21, 21–16, 10–21. Malgrat la derrota, és encara la finalista més jove d'aquest torneig. Finalment, va guanyar el seu primer torneig Super Series derrotant a Juliane Schenk 22-20, 21-14 al Yonex Sunrise India Open 2013 i es va convertir, d'aquesta manera, amb la guanyadora més jove d'un torneig Super Series, amb l'edat de 18 anys 2 mesos i 22 dies (va aguantar aquest rècord durant 6 mesos, fins que Akane Yamaguchi va guanyar Japan Open 2013 amb 16 anys). Va assolir, novament, les finals de l'SCG Thailand Open 2013. Aquesta vegada va guanyar el títol, batent Busanan Ongbumrungpan 20-22, 21-19, 21-13 per esdevenirla primera tailandesa en guanyar aquest títol d'ençà la seua creació el 1984.
Després del Thailand Open, va decidir no participar ni a l'Indonesia Open SSP ni al Singapore Open SS per recuperar-se, d'aquesta manera, de la seva lesió de peu i preparar els Campionats Mundials. L'agost, Ratchanok va guanyar el BWF Campionats Mundials, batent a la final a la número 1 mundial i vigent guanyadora de l'or olímpic, Li Xuerui, per 22-20, 18-21 i 21-14. Ha estat la primera jugadora tailandesa en ser campiona mundial. Amb 18 anys, també és campiona mundial més jove de la història. Després dels Campionats Mundials, es va lesionar a l'esquena i això la va obligar a abandonar dos tornejos Super Series més, el Japan Open i el China Master. Ratchanok no es va classificar per a les Super Series Final de Malàisia i va acabar el 2013 amb el número 3 al rànquing mundial. Va ser guardonada amb el premi "Millor atleta femenina del 2013" de l'Autoritat d'Esport de Tailàndia.

### 2014
Ratchanok va assolir la final del Korea Open per primer cop però va perdre contra Wang Yihan per 13-21 i 19-21. Amb aquesta derrota, el seu bagatge personal amb Wang Yihan quedava 0-8. Va ser guardonada amb el premi "Icona Esportiva asiàtica Arxivat 2013-12-29 a Wayback Machine." per Fox Sports, amb els vots d'aficionats a través d'internet. Va assolir les semifinals de l'All England 2014 per trobar-se amb Li Xuerui per primer cop després de batre-la als Campionats Mundials de 2013. Tanmateix, aquest vegada va perdre contra Li Xuerui per 2 sets. Després del torneig anglès, Ratchanok no va passar de la primera ronda ni al Campionat asiàtic ni al Japan Open. Tot i això, va assolir les finals de l'Indonesia Opena però va perdre, un altre cop, contra Li Xuerui per 13-21 i 13-21. Després d'aquest torneig, Ratchanok no va assolir cap més final en tot l'any. Va fallar en la defensa del seu títol de Campiona Mundial en perdre a la segona ronda. Es va classificar per al Super Series Final de Dubai, però no va assolir cap bon resultat. Va acabar el 2014 amb el número 6 del rànquing mundial.

### 2015
Als 20 anys, Ratchanok va tornar a assolir la final de l'Indià Open per segon cop, però va perdre contra la seua rival, Saina Nehwal, 16-21 i 14-21. Un mes més tard, va entrar a la història sent la primera jugadora tailandesa en guanyar el Campionat d'Àsia contra Li Xuerui per 20-22, 23-21, 21-12. Aquest va ser el primer cop que Ratchanok va guanyar Li Xuerui des de la final dels Campionats Mundials del 2013. Al juny, va guanyar el seu primer títol Super Series Premier batent la japonesa Yui Hashimoto en dos jocs, 21-11, 21-10, a l'Indonesia Open. Va guanyar una medalla d'or amb Selecció femenina de Tailàndia als Jocs del Sud-est asiàtic de Singapur. Després de l'Indonesia Open, no va assolir cap més, però ja tenia suficients punts per classificar-se per al torneig Dubai Super Series Final. Va perdre contra Wang Yihan en les semifinals, i la seua estadística personal amb la jugadora xinesa, augmentava fins al 0-12. Va acabar el 2015 amb el número 7 del rànquing mundial.

### 2016
Ratchanok va guanyar el Princess Sirivannavari Thailand Masters 2016, un segon Grand Prix Gold a Tailàndia, va batre en la final a la xinesa Sun Yu per 21-19, 18-21 i 21-17. Va tornar a guanyar l'Indian Open Super Series per segon cop, batent a Li Xue Rui a la final per 21-17 i 21-18. Al Malaysia Super Series Premier, la setmana després, Ratchanok finalment va guanyar un partit a Wang Yihan per 21-11 i 21-19. En la final, va batre a Tai Tzu-ying per 21-14 i 21-15 i assolia així aquest títol per primera vegada. Va ser la primera vegada que Ratchanok guanyava dos tornejos Super Serie consecutius. A més a més, Ratchanok va ser, poc després, la primera jugadora en guanyar 3 tornejos Super Series en 3 setmanes consecutives, després de guanyar el Singapore Super Series, derrotant Sol Yu a la final. Per guanyar 3 Super Series de forma consecutiva, Ratchanok també va assolir el número 1 del rànquing mundial, la primera jugadora tailandesa en aconseguir-ho.

### Rècords actuals
- Campiona més jove dels Campionats Junior del Món de la BWF (2009, amb 14 anys)[14]
- Campiona tres anys consecutius, en la modalitat individual femenina, dels Campionats Junior del Món de la BWF (2009, 2010 i 2011)[15]
- Finalista més jove de l'All England de Bàdminton (2013, amb 18 anys)[16]
- Campiona més jove dels BWF Campionats Mundials (2013, amb 18 anys 6 mesos i 6 dies)[8]
- Primera jugadora en guanyar 3 títols Super Series títols en 3 setmanes consecutives[13]
- Primera jugadora de bàdminton tailandesa en assolir el número 1 del rànquing mundial[17]

### Honors i Premis
Ratchanok Intanon va guanyar molts premis i honors en reconeixement dels seus èxits, a continuació es mostren alguns d'aquests premis.
| Organització                            | Premi                                                            | Any  |
| --------------------------------------- | ---------------------------------------------------------------- | ---- |
| El Comitè Olímpic Internacional (IOC)   | IOC Sport-Inspiring Young People Trophy                          | 2010 |
| La Federació Mundial de Bàdminton (BWF) | BWF Most Promising Player of The Year 2009 - Eddie Choong Trophy | 2009 |

## Títols

### Títols individuals (14)
| S. No. | Any  | Torneig                    | Adversari en final       | Puntuació           |
| ------ | ---- | -------------------------- | ------------------------ | ------------------- |
| 1      | 2009 | Vietnam International      | Maria Elfira Christina   | 21–18, 21–14        |
| 2      | 2010 | Smiling Fish International | Rawinda Prajongjai       | 21–10, 21–17        |
| 3      | 2010 | Vietnam Open               | Zhou Hui                 | 21–17, 22–20        |
| 4      | 2010 | Indonesian Masters         | Cheng Shao-chieh         | 21–12, 19–21, 21–16 |
| 5      | 2011 | Syed Modi International    | Porntip Buranaprasertsuk | Walkover            |
| 6      | 2013 | India Open                 | Juliane Schenk           | 22–20, 21–14        |
| 7      | 2013 | Thailand Open              | Busanan Ongbumrungpan    | 20–22, 21–19, 21–13 |
| 8      | 2013 | Campionats mundials        | Li Xuerui                | 22-20, 18–21, 21–14 |
| 9      | 2015 | Campionats d'Àsia          | Li Xuerui                | 20–22, 23–21, 21–12 |
| 10     | 2015 | Indonesia Open             | Yui Hashimoto            | 21–11, 21–10        |
| 11     | 2016 | Thailand Masters           | Sol Yu                   | 21–19, 18–21, 21–17 |
| 12     | 2016 | India Open                 | Li Xuerui                | 21–17, 21–18        |
| 13     | 2016 | Malaysia Open              | Tai Tzu-ying             | 21–14, 21–15        |
| 14     | 2016 | Singapore Open             | Sol Yu                   | 18-21, 21-11, 21-14 |

### Títols de Jove individual (3)
| S. No. | Any  | Torneig                   | Adversari en final       | Puntuació           |
| ------ | ---- | ------------------------- | ------------------------ | ------------------- |
| 1      | 2009 | Campionats Junior mundial | Porntip Buranaprasertsuk | 21–15, 21–23, 21–10 |
| 2      | 2010 | Campionats Junior mundial | Misaki Matsutomo         | 21–13, 16–21, 21–10 |
| 3      | 2011 | Campionats Junior mundial | Elyzabeth Purwaningtyas  | 21–6, 18–21, 21–13  |